# Offton
Offton – wieś i civil parish w Anglii, w hrabstwie Suffolk, w dystrykcie Mid Suffolk. Leży 12 km na północny zachód od miasta Ipswich i 102 km na północny wschód od Londynu. W 2011 civil parish liczyła 358 mieszkańców. Offton jest wspomniana w Domesday Book (1086) jako Offetuna.